# Prix Calixa-Lavallée
Pour un article plus général, voir Société Saint-Jean-Baptiste de Montréal.
Le prix Calixa-Lavallée (ou Prix de musique) est un prix québécois créé en 1959 et décerné par la Société Saint-Jean-Baptiste à une personnalité québécoise qui s'illustre dans le domaine de la musique. Il a été nommé en l’honneur de Calixa Lavallée.
Le prix est remis selon l'occasion. Par exemple, deux lauréats l'ont reçu en 1959, alors qu'aucun lauréat n'a été nommé pour les années 1994 et 1995.

## Liste des lauréats
- 1959 : Léopold Simoneau
- 1959 : Pierrette Alarie
- 1960 : Jacques Beaudry
- 1961 : Françoise Aubut-Pratte
- 1962 : Jean Papineau-Couture
- 1963 : Gilles Lefebvre
- 1964 : Victor Bouchard et Renée Morisset
- 1965 : Louis Quilico
- 1966 : Gilles Vigneault
- 1967 : Joseph Rouleau
- 1968 : Gilles Tremblay
- 1969 : Roger Matton
- 1970 : Clermont Pépin
- 1971 : Colette Boky
- 1972 : Claire Gagnier
- 1973 : Gaston Germain
- 1974 : Pauline Julien
- 1975 : Félix Leclerc
- 1976 : Jean Carignan
- 1977 : Lionel Daunais
- 1979 : Monique Leyrac
- 1980 : Serge Garant
- 1981 : Kenneth Gilbert
- 1982 : Marie-Thérèse Paquin
- 1983 : Gilles Potvin
- 1985 : Maryvonne Kendergi
- 1987 : Yvonne Hubert
- 1988 : Jean Cousineau
- 1989 : Bernard Lagacé
- 1990 : Otto Joachim
- 1991 : Louise André
- 1993 : Père Fernand Lindsay
- 1996 : Angèle Dubeau
- 2002 : Charlie Biddle
- 2012 : Alain Lefèvre